# Cosmocalanus darwinii
Cosmocalanus darwinii is een eenoogkreeftjessoort uit de familie van de Calanidae. De wetenschappelijke naam van de soort is voor het eerst geldig gepubliceerd in 1860 door Lubbock.